# Maierfeld
Maierfeld ist eine Einöde bei Altdorf im Markt Titting im Landkreis Eichstätt.

## Lage
Sie liegt auf der Frankenalb. An Maierfeld grenzen die Stadt Greding und der Markt Kinding an. 1865 gehörte Maierfeld zur Gemeinde Altdorf im Landgericht Greding, Bezirksamt Beilngries. Am 1. Januar 1880 kam die Gemeinde Altdorf mit Ortsteilen zu dem neu gegründeten Bezirksamt Hilpoltstein (ab 1939: Landkreis Hilpoltstein) und blieb dort bis zur Auflösung der Körperschaft am 30. Juni 1972. Seit 1. Juli 1972 gehört Maierfeld zum Landkreis Eichstätt; bereits am 1. Januar 1972 wurde im Zuge der Gebietsreform in Bayern die Eingliederung von Altdorf mit Maierfeld in den Markt Titting vollzogen.

## Windkraftanlage
2011 wurden von der Beermann Windkraft GmbH & Co. Maierfeld KG mit Sitz in München vier Windräder mit 180 m Höhe gebaut. Hiervon stehen zwei auf der Gemeindefläche von Titting. Die anderen beiden Anlagen stehen bei Erlingshofen, Markt Kinding. Der Stromanschluss erfolgt über den Gredinger Ortsteil Grafenberg.